# اونگ سونگ وو
اونگ سونگ وو (کره‌ای: 옹성우؛ زادهٔ ۲۵ اوت ۱۹۹۶) خواننده و بازیگر اهل کره جنوبی است. وی به دلیل شرکت در برنامه واقع‌نمای پرودوس ۱۰۱ فصل ۲ شناخته شد، که در این برنامه جایگاه پنجم را به‌دست‌آورد و عضو گروه پسرانهٔ وانا وان شد. پس از منحل شدن وانا وان، سونگ وو به سمت بازیگری رفت و اولین بازیگری خود را با بازی در درام لحظه‌ای در هجده سالگی (۲۰۱۹) انجام داد. سونگ وو همچنین با انتشار اولین آلبوم چندآهنگهٔ خود به نام لایه‌ها در ۲۵ مارس ۲۰۲۰، کار خود را به عنوان یک هنرمند انفرادی آغاز کرد.